# حسینعلی رحمانی
ایت الله حسینعلی رحمانی متولد ۱۳۰۵ (بیجار) و متوفی به سال ۱۳۷۴ بود. او در اولین و دومین دوره مجالس شورای اسلامی به عنوان نماینده مردم بیجار از استان کردستان انتخاب شد. فرزند او محمد باقر رحمانی بنیانگذار سپاه بیجار بود که در سال ۱۳۵۸ در درگیری با مخالفان کشته شد.
رحمانی دارای تحصیلات حوزوی در سطح اجتهاد بود و پس از پیروزی انقلاب اسلامی در سال ۱۳۵۷ سرپرستی کمیته‌های انقلاب را در بیجار به عهده گرفت سپس در انتخابات خبرگان قانون اساسی شرکت کرده و به عنوان نماینده مردم کردستان باکسب ۳۸۴/۳۲ رأی برابر با %۳۹ انتخاب می‌شود.
| دوره | درصد آره | تعداد رای |
| ---- | -------- | --------- |
| اول  | ۹۶٫۷     | ۲۸٬۷۹۹    |
| دوم  | ۷۰٫۱     | ۳۵٬۱۳۴    |